# Rồng Komodo
Rồng Komodo (Varanus komodoensis) là một loài thằn lằn lớn được tìm thấy trên các đảo của Indonesia, gồm Komodo, Rinca, Flores và Gili Motang. Là thành viên của Chi Kỳ đà thuộc họ Varanidae, và là loài thằn lằn lớn nhất còn tồn tại cho đến bây giờ, chiều dài tối đa 3 mét (10 ft)và nặng khoảng 70 kilôgam (150 lb).
Do kích thước của chúng, những con thằn lằn này thống trị hệ sinh thái trên hòn đảo mà chúng đang sinh sống. Rồng Komodo săn và phục kích con mồi bao gồm động vật không xương sống, chim, và động vật có vú. Người ta khẳng định rằng chúng có nọc độc; có hai tuyến ở hàm dưới tiết ra một số protein độc. Ý nghĩa sinh học của các protein này đang còn là chủ đề gây tranh cãi, nhưng các tuyến đã được chứng minh là tiết ra chất chống đông máu. Tập tục săn mồi theo nhóm của rồng Komodo rất đặc biệt trong thế giới bò sát. Chế độ ăn của rồng Komodo chủ yếu là nai nhỏ Indonesia, mặc dù chúng cũng ăn một lượng đáng kể xác thối. Rồng Komodo thỉnh thoảng tấn công con người.
Mùa giao phối bắt đầu từ tháng 5 đến tháng 8, đẻ trứng vào tháng 9; tối đa 20 trứng một lứa, chúng thường đẻ trong tổ gà rừng bị bỏ hoang hoặc trong hang tự đào. Trứng được ấp từ bảy đến tám tháng, nở vào tháng tư, khi côn trùng phát triển nhiều nhất. Rồng Komodo non dễ bị tổn thương và do đó thường trú ngụ trên cây, an toàn trước những kẻ săn mồi và những con trưởng thành ăn thịt đồng loại. Chúng mất 8 đến 9 năm để trưởng thành và ước tính có thể sống đến 30 năm.
Rồng Komodo được các nhà khoa học phương Tây ghi nhận lần đầu tiên vào năm 1910. Kích thước to lớn khiến chúng thường được nuôi trong vườn thú. Trong tự nhiên, phạm vi phân bố của chúng bị thu hẹp do các hoạt động của con người, và chúng được liệt kê vào danh sách loài sắp nguy cấp bởi IUCN. Chúng được bảo vệ theo pháp luật Indonesia, và Vườn quốc gia Komodo được thành lập vào năm 1980 để hỗ trợ và nỗ lực bảo vệ.

## Lịch sử phân loại

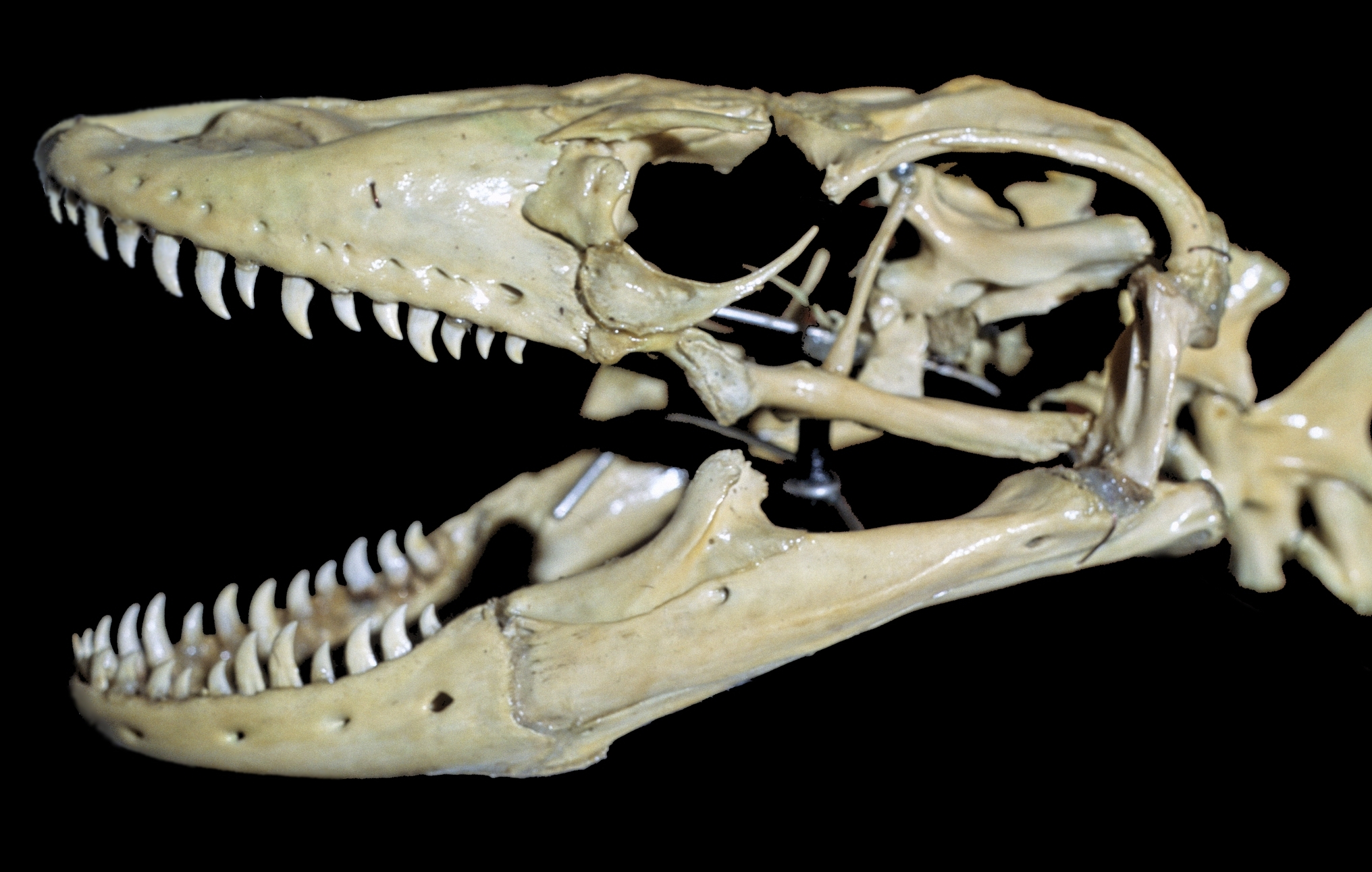
Sọ

Rồng Komodo lần đầu tiên được ghi nhận bởi người châu Âu vào năm 1910, khi tin đồn về một con "cá sấu đất" truyền đến tai Trung úy van Steyn van Hensbroek của chính quyền thuộc địa Hà Lan. Tiếng tăm lan rộng đến năm 1912, khi Peter Ouwens, giám đốc Bảo tàng Động vật học tại Bogor, Java, xuất bản một bài báo về chủ đề này sau khi nhận được một bức ảnh và một tấm da từ trung úy, cộng thêm hai mẫu vật khác từ một nhà sưu tập.
Hai con rồng Komodo còn sống đầu tiên được đưa đến châu Âu đã được trưng bày trong Nhà bò sát tại Sở thú London khi nó mở cửa vào năm 1927. Joan Beauchamp Procter đã tiến hành quan sát chúng trong điều kiện nuôi nhốt và cô đã mô tả hành vi của chúng tại cuộc họp khoa học của Hiệp hội động vật học London vào năm 1928.
Rồng Komodo là nhân tố thúc đẩy chuyến thám hiểm đảo Komodo của W. Douglas Burden vào năm 1926. Sau khi trở về với 12 mẫu vật được bảo quản và hai mẫu vật còn sống, chuyến thám hiểm này đã tạo nguồn cảm hứng cho bộ phim năm 1933 King Kong. Burden cũng là người đặt ra cái tên chung là "rồng Komodo". Ba mẫu vật của ông đã được nhồi bông và hiện vẫn được trưng bày trong Bảo tàng Lịch sử Tự nhiên Hoa Kỳ.
Chính quyền Hà Lan, nhận thấy số lượng cá thể hạn chế trong tự nhiên, đã sớm đặt hoạt động săn bắn thể thao ngoài vòng pháp luật và hạn chế rất nhiều số lượng cá thể được lấy để nghiên cứu khoa học. Việc thu thập và cuộc thám hiểm bị dừng lại khi xảy ra Chiến tranh thế giới thứ 2, không liên tục cho đến những năm 1950 và 1960, khi các nghiên cứu quan sát hành vi kiếm ăn, sinh sản và nhiệt độ cơ thể của rồng Komodo. Vào khoảng thời gian này, một cuộc thám hiểm dài hạn đã được lên kế hoạch. Chuyến thám hiểm này được giao cho gia đình Auffenberg, họ đã ở trên đảo Komodo trong 11 tháng vào năm 1969. Trong thời gian ở đây, Walter Auffenberg và trợ lý của ông là Putra Sastrawan đã phát hiện và gắn thẻ hơn 50 rồng Komodo.
Nghiên cứu từ chuyến thám hiểm của Auffenberg có ảnh hưởng to lớn trong việc nuôi rồng Komodo trong điều kiện nuôi nhốt. Nghiên cứu sau đó của gia đình Auffenberg đã làm sáng tỏ hơn về bản chất của rồng Komodo, với các nhà sinh vật học như Claudio Ciofi tiếp tục nghiên cứu về sinh vật này.

### Từ nguyên

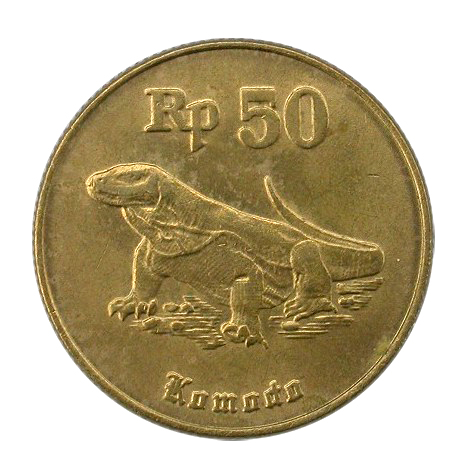
Rồng Komodo trên đồng 50 xu rupiah, do Indonesia phát hành

Trong tài liệu khoa học, rồng Komodo đôi khi được gọi là kỳ đà Komodo hoặc kỳ đà đảo Komodo, mặc dù cái tên này không phổ biến. Đối với người bản xứ đảo Komodo, nó được gọi là ora, buaya darat (cá sấu đất), hoặc biawak raksasa (kỳ đà khổng lồ).

### Lịch sử tiến hóa
Quá trình phát triển và tiến hóa của rồng Komodo bắt đầu với chi Varanus, có nguồn gốc từ Châu Á khoảng 40 triệu năm trước và di cư đến Úc, nơi nó tiến hóa thành dạng khổng lồ (lớn nhất là loài Megalania đã tuyệt chủng gần đây), nhờ việc không bị cạnh tranh bởi thú ăn thịt có nhau thai. Khoảng 15 triệu năm trước, một vụ va chạm giữa lục địa Úc và Đông Nam Á khiến những con kỳ đà lớn hơn này di chuyển trở lại khu vực ngày nay là quần đảo Indonesia, mở rộng phạm vi của chúng tới tận phía đông đảo Timor.
Rồng Komodo được cho là đã khác biệt với tổ tiên ở Úc của nó khoảng 4 triệu năm về trước. Tuy nhiên, bằng chứng hóa thạch gần đây từ Queensland cho thấy rồng Komodo thực sự tiến hóa ở Úc, trước khi về Indonesia.
Mực nước biển hạ thấp đáng kể trong thời kỳ băng hà cuối cùng đã lộ ra những dải thềm lục địa rộng lớn mà rồng Komodo chiếm giữ, nhưng dần trở nên cô lập trong phạm vi đảo hiện tại của chúng khi mực nước biển dâng cao trở lại sau đó. Hóa thạch của các loài Pliocen đã tuyệt chủng có kích thước tương tự như rồng Komodo hiện đại, chẳng hạn như Varanus sivalensis đã được tìm thấy ở Âu Á, cho thấy rằng chúng sống tốt ngay cả trong môi trường có cạnh tranh, chẳng hạn như động vật ăn thịt có vú, cho đến khi biến đổi khí hậu và các sự kiện tuyệt chủng đánh dấu sự khởi đầu của thế Pleistocen.
Phân tích di truyền DNA ti thể cho thấy rồng Komodo là họ hàng gần nhất (nhóm chị em) của Varanus varius, tổ tiên của chúng đã phân nhánh thành nhiều loài, trong đó có kỳ đà cá sấu (Varanus salvadorii) vùng New Guinea.
Một nghiên cứu năm 2021 đã chứng minh rằng trong thế Miocen, rồng Komodo đã lai với tổ tiên của loài kỳ đà cát của Úc. Do đó, cung cấp thêm bằng chứng cho thấy rồng Komodo đã từng sinh sống ở Úc.

## Mô tả

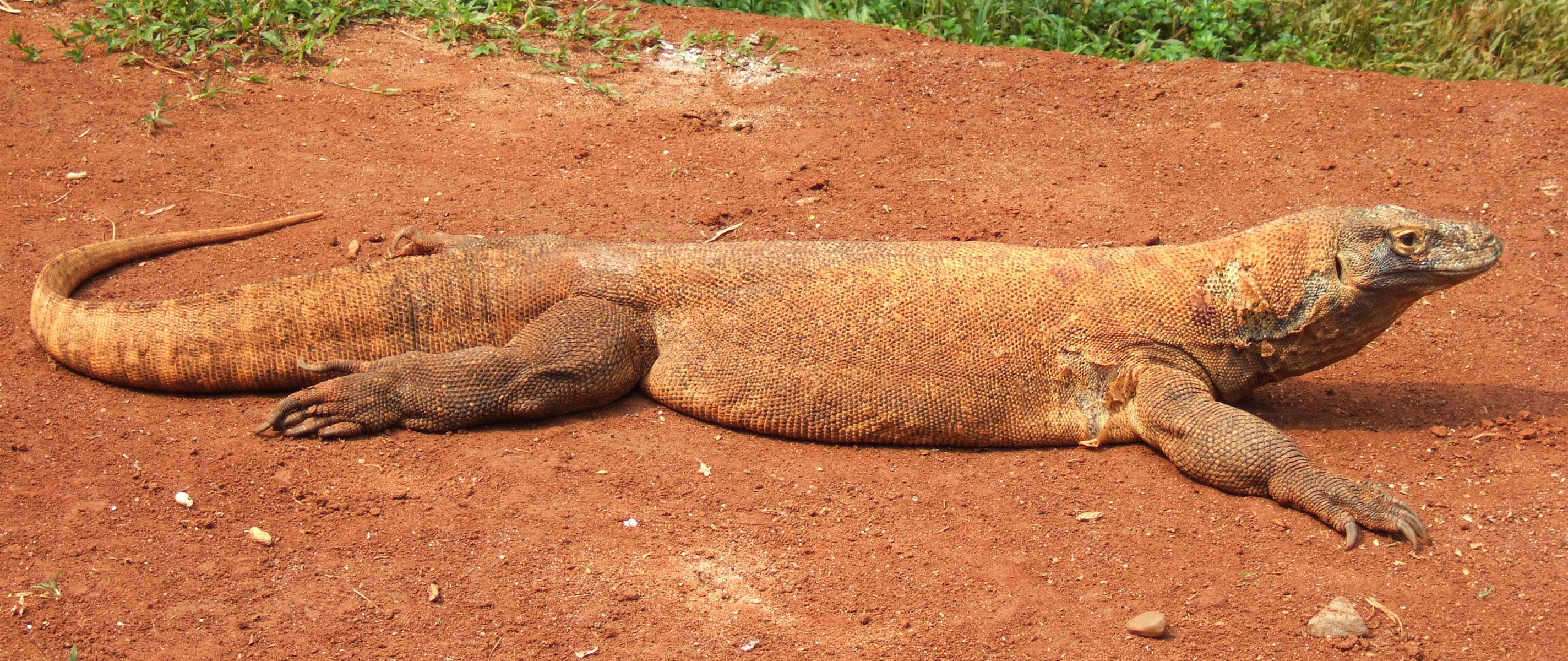
Mẫu trong hồ sơ

Trong hoang dã, rồng Komodo trưởng thành thường nặng khoảng 70 kg (150 lb), mặc dù những cá thể nuôi nhốt thường nặng hơn.< Theo Sách Kỷ lục Guinness, một con đực trưởng thành trung bình nặng 79 đến 91 kg (174 đến 201 lb) và dài 2,59 m (8,5 ft), trong khi con cái nặng 68 đến 73 kg (150 đến 161 lb) và dài 2,29 m (7,5 ft). Cá thể hoang dã lớn nhất được tìm thấy dài 3,13 m (10,3 ft) và nặng tới 166 kg (366 lb), bao gồm cả thức ăn chưa tiêu hóa hết.

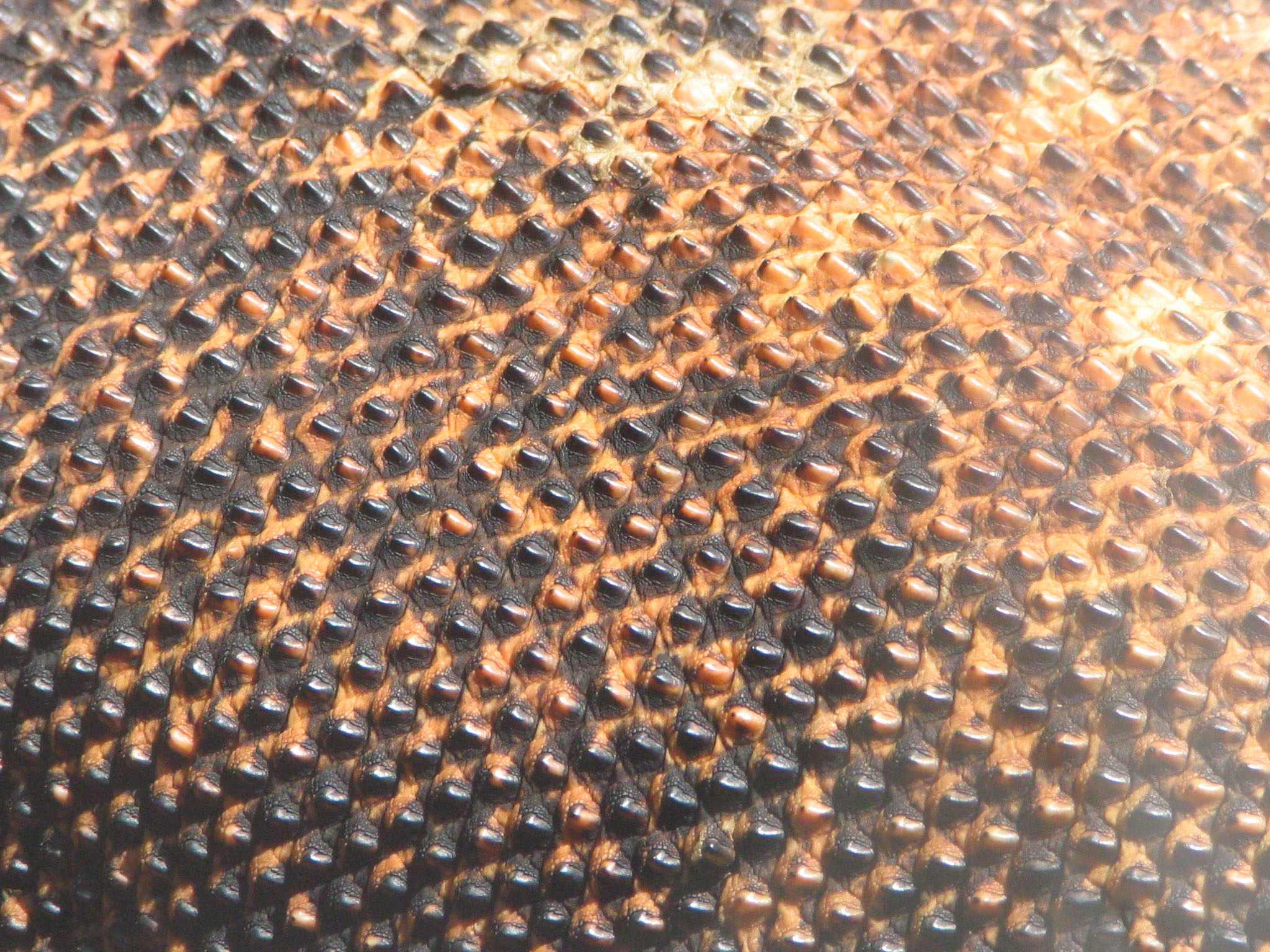
Chụp gần da

Rồng Komodo có đuôi dài bằng phần thân, răng cưa dài khoảng 2,5 cm (1 in). Nước bọt của nó thường xuyên có máu, bởi vì răng của chúng hầu như hoàn toàn được bao phủ bởi mô nướu do đó thường bị rách khi ăn. Điều này tạo môi trường sống cho vi khuẩn sống trong miệng của nó. Nó cũng có một cái lưỡi dài, vàng hình chạc hai. Da của rồng Komodo được gai cố bởi các vảy cứng, chứa những xương nhỏ được gọi là osteoderm có tác dụng như một bộ áo giáp xích tự nhiên.

### Giác quan
Như các loài Varanidae khác, rồng Komodo chỉ có một xương tai đơn là xương bàn đạp, chuyển rung động từ màng tai tới ốc tai. Chúng bị hạn chế với âm thanh có tần số từ 400 tới 2,000 hertz, trong khi con người là từ 20 tới 20,000 hertz. Trước đây các nhà nghiên cứu cho rằng chúng bị điếc khi họ thấy chúng không phản ứng với tiếng nói hay hét. Một nhân viên khiếm thị của Sở thú London, Joan Proctor, có thể gọi rồng Komodo ra để cho ăn bằng tiếng nói, điều này đã gây tranh cãi.
Rồng Komodo có thể nhìn từ khoảng cách 300 m (980 ft), nhưng bởi màng lưới chỉ có tế bào hình nón, nó được cho là có tầm nhìn đêm không tốt. Rồng Komodo nhìn được màu, nhưng có khi vật bất động thì chúng có khả năng phân biệt khá tệ.
Rồng Komodo dùng lưỡi để dò tìm, nếm không khí, và ngửi, như các loài bò sát khác, chúng thường dùng cơ quan Jacobson hơn dùng lỗ mũi. Với sự trợ giúp của không khí và thói quen đung đưa đầu từ bên này sang bên kia, rồng Komodo có thể đánh hơi được một cái xác thối cách xa từ 4–9,5 km (2,5–5,9 mi).

## Nghiên cứu thêm
- Attenborough, David (1957). Zoo Quest for a Dragon. London: Lutterworth Press.
- Auffenberg, Walter (1981). The Behavioral Ecology of the Komodo Monitor. Gainesville: University Presses of Florida. ISBN 0-8130-0621-X.
- Burden, W. Douglas (1927). Dragon Lizards of Komodo: An Expedition to the Lost World of the Dutch East Indies. Kessinger Publishing. ISBN 0-7661-6579-5.
- Eberhard, Jo; King, Dennis; Green, Brian; Knight, Frank; Keith Newgrain (1999). Monitors: The Biology of Varanid Lizards. Malabar, Fla: Krieger Publishing Company. ISBN 1-57524-112-9.{{Chú thích sách}}:  Quản lý CS1: nhiều tên: danh sách tác giả (liên kết)
- Lutz, Richard L; Lutz, Judy Marie (1997). Komodo: The Living Dragon. Salem, Or: DiMI Press. ISBN 0-931625-27-0.{{Chú thích sách}}:  Quản lý CS1: nhiều tên: danh sách tác giả (liên kết)